# Panic Station
Singles de Muse
Supremacy
(2013) Dead Inside
(2015)
Pistes de The 2nd Law
Madness
(2) Prelude
(4)
Panic Station est la troisième chanson de l'album The 2nd Law de Muse, publié le 1er octobre 2012. Il s'agit du cinquième single de l'album et le 31e du groupe, publié le 31 mai 2013.

## Production
Muse annonce le 22 avril 2013 à 12 h 19 (GMT -5) que la vidéo Panic Station est complétée dans un « tweet » de @Muse disant : We've arrived at Panic Station. Muse annonce le 19 avril 2013 que la vidéo officielle serait disponible le lundi 22 avril 2013 au soir. Elle est tournée au mois de février à Tokyo, au Japon. Elle est décrite par le groupe comme la « chose la plus déjantée que le groupe n'ait jamais faite[réf. nécessaire].» À l'occasion du tournage, on a pu voir le groupe déambuler dans les rues de la capitale japonaise dans des tenues hors du commun.
La vidéo est publiée le 22 avril 2013 à 19 h heure française sur YouTube, et censurée seulement quelques heures plus tard à cause de nombreuses plaintes visant des propos choquant dans le clip, plus précisément l'ancien drapeau japonais Rising Sun, symbole de l'impérialisme japonais. La vidéo est donc retirée, accompagnée d'un message d’excuse du groupe sur Twitter à 23 h le même jour puis remise en ligne dans la journée du lendemain avec le drapeau japonais en remplacement de l'objet du litige,.
Le morceau a de très fortes sonorités disco, des années 1980, influencé par des artistes comme Stevie Wonder, George Michael ou encore Prince. Il s'agit d'un style totalement nouveau pour Muse, le chanteur Matthew Bellamy innove une nouvelle fois dans ce rythme de chant inédit.

## Titres
| 1. | Panic Station                                     | 3:04 |
| 2. | Panic Station (Alternate Version Mixed by Madeon) | 2:53 |

| 1. | Panic Station (Album Version)                            | 3:06 |
| 2. | Panic Station (Clean Version)                            | 3:04 |
| 3. | Panic Station (Version mixée par Madeon (Album Version)) | 2:55 |
| 4. | Panic Station (Version mixée par Madeon (Clean Version)) | 2:53 |

## Classements
| Classements (2012–2013)                   | Meilleure position |
| ----------------------------------------- | ------------------ |
| Belgique (Flandre Ultratop 50 Singles)    | 19                 |
| Belgique (Wallonie Ultratop 50 Singles)   | 30                 |
| Active Rock (America's Music Charts)      | 17                 |
| Alternative Rock (America's Music Charts) | 9                  |
| France (SNEP)                             | 107                |
| États-Unis (Rock Airplay)                 | 6                  |
| États-Unis (Alternative Songs)            | 2                  |